# Looney Tunes: Back in Action
Looney Tunes: Back in Action is een Amerikaanse komediefilm uit 2003, geproduceerd door Warner Bros.. De film combineert tekenfilmbeelden met live-action. De film werd geschreven door Larry Doyle en geregisseerd door Joe Dante.

## Verhaal
Daffy Duck heeft er genoeg van dat hij altijd behandeld wordt als een tweederangs figuur in de filmpjes waarin hij samen met Bugs Bunny optreedt. Hij eist meer respect, maar krijgt dit niet daar is hij niet populair genoeg voor. Hij wordt derhalve door Bugs en Kate Houghton de directiekamer uitgeleid.
Ondertussen probeert DJ Drake, een beveiligingsagent in Hollywood, auditie te doen voor stuntman. Zijn pogingen worden verstoord door Daffy, en beide worden ontslagen. DJ keert huiswaarts, met Daffy als verstekeling. Bij DJ thuis ontdekt Daffy dat DJ de zoon is van Damian Drake. Daffy denkt dat Damian een beroemde spion is, terwijl DJ denkt dat zijn vader gewoon een acteur is die toevallig bekend is vanwege een rol als spion. Het blijkt dat ze allebei gelijk hebben: Damian speelt een spion in veel films, maar is in het dagelijks leven ook echt een spion. Damian is op het spoor gekomen van een mysterieuze diamant genaamd de Blue Monkey. Hij hield al een tijdje het hoofd van de ACME corporation, Mr. Chairman, in de gaten daar hij vermoedde dat die het op de Blue Monkey had voorzien. Hij werd echter betrapt en gevangen. DJ besluit zijn vaders missie af te maken. Hij en Daffy vertrekken naar Las Vegas, omdat zich daar een nachtclubeigenaresse bevindt die hen verder kan helpen.
Ondertussen krijgt Kate opdracht Daffy weer in dienst te nemen. Zij en Bugs gaan naar DJ’s huis, alwaar Kate ook ontdekt dat DJ de zoon is van Damian. Zij en Bugs vertrekken eveneens naar Las Vegas, in de spionnenwagen van Damian. DJ en Daffy arriveren in Las Vegas, in het casino genaamd de Wooden Nickel. Daar bevindt zich ook Yosemite Sam, die blijkbaar voor Mr. Chairman werkt. Hij probeert de twee in het casino te houden. DJ vindt Dusty, en krijgt van haar een speelkaart: de ruiten dame. Vervolgens vluchten hij en Daffy het casino uit, en lopen Kate en Bugs tegen het lijf. Het viertal gaat er met de spionnenwagen vandoor, en slaagt erin aan Yosemite Sam en zijn helpers te ontkomen. Wanneer Daffy het woord “moeder” roept uit angst, activeert hij de computer van de auto die blijkbaar van mening is dat Daffy naar “moeder” wil.
Op de nu geactiveerde automatische piloot brengt de auto het viertal naar een geheime basis genaamd Area 52, gerund door een vrouw met als codenaam “moeder”. In de basis bevinden zich veel aliens, waaronder Marvin the Martian. Hij ontsnapt en laat ook de andere aliens vrij. In de chaos die ontstaat ontsnappen Kate, DJ, Bugs en Daffy. DJ ziet dat er een afbeelding van de Mona Lisa op de speelkaart staat, en vermoed dat hun volgende aanwijzing in het Louvre. In het Louvre gebruikt DJ een speciaal doorzichtig folie dat op de speelkaart was geplakt om door de Mona Lisa heen te kijken. Hij ontdekt dat er zich een kaart van Afrika achter het schilderij bevindt, met daarop de locatie van de Blue Diamond. De groep wordt aangevallen door Elmer Fudd en Mr. Smith, beide handlangers van Mr. Chairman. Mr. Smith bemachtigd een foto van de kaart.
Mr. Chairman besluit zijn meest gewelddadige handlanger in te zetten, de Tasmanian Devil. In Afrika ontmoeten DJ, Bugs, Kate en Daffy toevallig Granny, Sylverster en Tweety, rijdend op een olifant. De drie brengen hen naar de ruïnes waar de Blue Monkey verborgen is. DJ vindt de Blue Monkey, en ontdekt tevens het bijzondere aan de diamant: het ding kan iedereen veranderen in apen. Dan blijken Granny, Tweety en Sylverster in werkelijkheid een vermomde Taz, Mr. Smith en Mr. Chairman te zijn. Mr. Chairman teleporteerd het hele gezelschap terug naar het Acme gebouw, alwaar hij zijn plan onthuld de hele wereldbevolking in apen te veranderen. Tevens toont hij DJ hoe de gevangen Damian spoedig overreden zal worden door een trein. Hij geeft de diamant aan Marvin, die hem in een satelliet moet plaatsen.
Daffy en Bugs kapen een ruimteschip en achtervolgen Marvin de ruimte in. Ondertussen proberen DJ en Kate om Damian te bevrijden. Dit lukt, ondanks dat ze worden tegengewerkt door een kolossale robothond. In de ruimte bevecht Bugs Marvin, maar verliest. Daffy veranderd in zijn heldhaftige alter-ego Duck Dodgers, en kan nog net de satelliet stoppen voordat deze de straal van de Blue Monkey afvuurt op de aarde. Slechts een klein deel van de straal bereikt het aardoppervlak, en raakt uitgerekend Mr. Chairman.
Terug op aarde praten Bugs en Daffy over hun toekomstige samenwerking. Dan onthult Bugs dat alles wat ze net hebben meegemaakt onderdeel was van een film, die hij in het geheim op heeft laten nemen.

## Rolverdeling
| Acteur           | Personage                                                   | Opmerkingen |
| ---------------- | ----------------------------------------------------------- | ----------- |
| Brendan Fraser   | DJ Drake / zichzelf / Stem van Tasmanian Devil en She-Devil |             |
| Jenna Elfman     | Kate                                                        |             |
| Joe Alaskey      | Bugs Bunny / Daffy Duck / Beaky Buzzard / Sylvester         | stem        |
| Jeff Bennett     | Yosemite Sam / Foghorn Leghorn / Nasty Canasta              | stem        |
| Steve Martin     | Mr. Chairman                                                |             |
| Timothy Dalton   | Damien Drake                                                |             |
| Heather Locklear | Dusty Tails                                                 |             |
| Joan Cusack      | Mother                                                      |             |
| Bill Goldberg    | Mr. Smith                                                   |             |
| Don Stanton      | Mr. Warner                                                  |             |
| Dan Stanton      | Mr. Warner's Brother                                        |             |
| Dick Miller      | Security Guard                                              |             |
| Roger Corman     | Hollywood Director                                          |             |
| Kevin McCarthy   | Dr. Bennell                                                 |             |
| Billy West       | Elmer Fudd / Peter Lorre                                    | Stem        |
| Eric Goldberg    | Tweety Bird / Marvin the Martian / Speedy Gonzalez          | Stem        |
| Bruce Lanoil     | Pepe Le Pew                                                 | stem        |
| June Foray       | Granny                                                      | Stem        |
| Bob Bergen       | Porky Pig                                                   | stem        |

## Achtergrond

### Productie
Larry Doyle schreef een basisscenario gebaseerd op een eigen verhaal. Dit scenario werd vrijwel direct goedgekeurd en de productie begon. Tijdens de productie werden echter alsnog veel wijzigingen aangebracht in het scenario. De film was aanvankelijk bedoeld als vervolg op Space Jam en droeg de werktitel Spy Jam. Bovendien zou de hoofdrol gespeeld gaan worden door Jackie Chan. Het eindresultaat is echter een opzichzelfstaande film die geen banden heeft met Space Jam.
De film was de laatste waaraan componist Jerry Goldsmith meewerkte.
De tekenfilmpersonages werden traditioneel met de hand getekend. Met computeranimatie werden de getekende beelden vervolgens samengevoegd met de live-actionbeelden.

### Reacties
De film werd gemaakt met een budget van 80 miljoen dollar, maar bracht wereldwijd slechts 68 miljoen dollar op. De tegenvallende opbrengst kwam deels omdat de film bij uitkomst moest concurreren met Elf en The Cat in the Hat. Mede door het floppen van de film besloot Warner Bros voorlopig geen nieuwe Looney Tunesfilmpjes meer te maken.